# 中亚银行
中亚银行（英語：PT Bank Central Asia Tbk）是一家印度尼西亚的民营银行，于1957年2月21日成立。2016年，按市值计算，中亚银行超越新加坡星展银行，成为东南亚最大的银行，市值达245亿元美元。
在新加坡、台湾、香港和美国均设有中亚银行的辦事處。

## 历史
中亚银行前身是成立于1955年的三寶壟针织厂贸易与工业公司，由印尼华人企业家林绍良创办，并在后来成为三林集团（英語：Salim Group）成员。银行业务于1957年2月21日开始，总部设在雅加达。1977年，中亚银行获印尼财政部批准，成为外汇银行。
1988年10月，印尼政府实施了银行金融自由化的相关政策，允许及放宽了创办新银行、扩建分行等条件。中亚银行便积极拓展其分支机构网络，其分行在1988年只有55家，到了1990年猛增至275家。。1990年，中亚银行通过自动柜员机（ATM）开发了另一种分支机构网络。1991年左右，中亚银行在雅加达的不同地方放置了50台ATM。自动柜员机的网络和功能的开发是密集完成的。中亚银行与各知名机构合作，如通过其ATM可以缴付印尼电信的电话账单及花旗银行的信用卡账单。 
1997年的亞洲金融風暴对印度尼西亚的整个银行体系产生了巨大影响。1998年5月，印尼爆发针对华裔社群的暴动，与蘇哈托关系密切的林绍良家族及三林集团遂成为被主要冲击目标之一；大量中亚银行分支行办事处及自动取款机被破坏，并爆发针对中亚银行的擠提事件。1998年5月28日，印度尼西亚银行重组机构（简称：IBRA）接管了中亚银行。银行在同年晚期恢复了此前的营业水平，银行的第三方资金也在1998年12月回到了危机前的水平。最终，中亚银行在2001年脱离了IBRA的控制。
随后，中亚银行向上市迈出了重要的一步。银行在2000年进行首次公开募股（IPO），出售了自IBRA剥离的22.55％的股份。首次公开募股后，IBRA仍控制着中亚银行总股份的70.3％。IBRA于2001年6月和7月进行了第二次公开发售，IBRA还另外出售了其在中亚银行中10％的股份。2002年，IBRA通过一次战略性的私募投标出售了51%的中亚银行股份，毛里求斯的Farindo Investment赢得了投标。2004年，IBRA通过有限发行向国内投资者出售了中亚银行的1.4％股份；2005年，印尼政府通过PT Perusahaan Pengelola Aset（PPA）出售了中亚银行其余所有5.02％的股份。